# Гейр, Роберт
Роберт Гейр (англ. Robert Gair, Шотландия, 1839—1927) — изобретатель картонной упаковки.

## Биография
В 1853 году иммигрировал с семьёй из Эдинбурга (Шотландия) в США, работал вместе с отцом сантехником в Нью-Джерси, затем занимался в Нью-Йорке розничной торговлей. В период Гражданской войны в США служил в федеральной армии, в 1864 году открыл свою первую бумажную фабрику в Манхэттене. В этот период Гейр занимался производством бумажных пакетов, на первом этапе они изготавливались вручную с применением женского труда, впоследствии — на специальном оборудовании (пакеты наибольшего размера предназначались для упаковки кринолинов). В 1879 году Гейр разработал технологию изготовления картонной упаковочной тары. В 1890-х годах он производил картонную упаковку по заказам торговой сети Bloomingdale’s, а также Colgate, Pond’s и нескольких сигаретных компаний. Наибольшего успеха предприниматель добился в 1896 году, когда National Biscuit Company (Nabisco) стала расфасовывать свои популярные бисквиты «Uneeda» в производимые Гейром коробки. В 1900-х годах он вошёл в бизнес по изготовлению коробок из гофрокартона, позднее развитый компанией E. S. & A. Robinson, с которой Гейр имел тесные деловые контакты.
Гейр стал основателем бумажной империи и владельцем нескольких зданий в Бруклине, многие из которых в XXI веке ещё носят его имя, умер в возрасте 88 лет.